# Puerto Rico (bordspel)

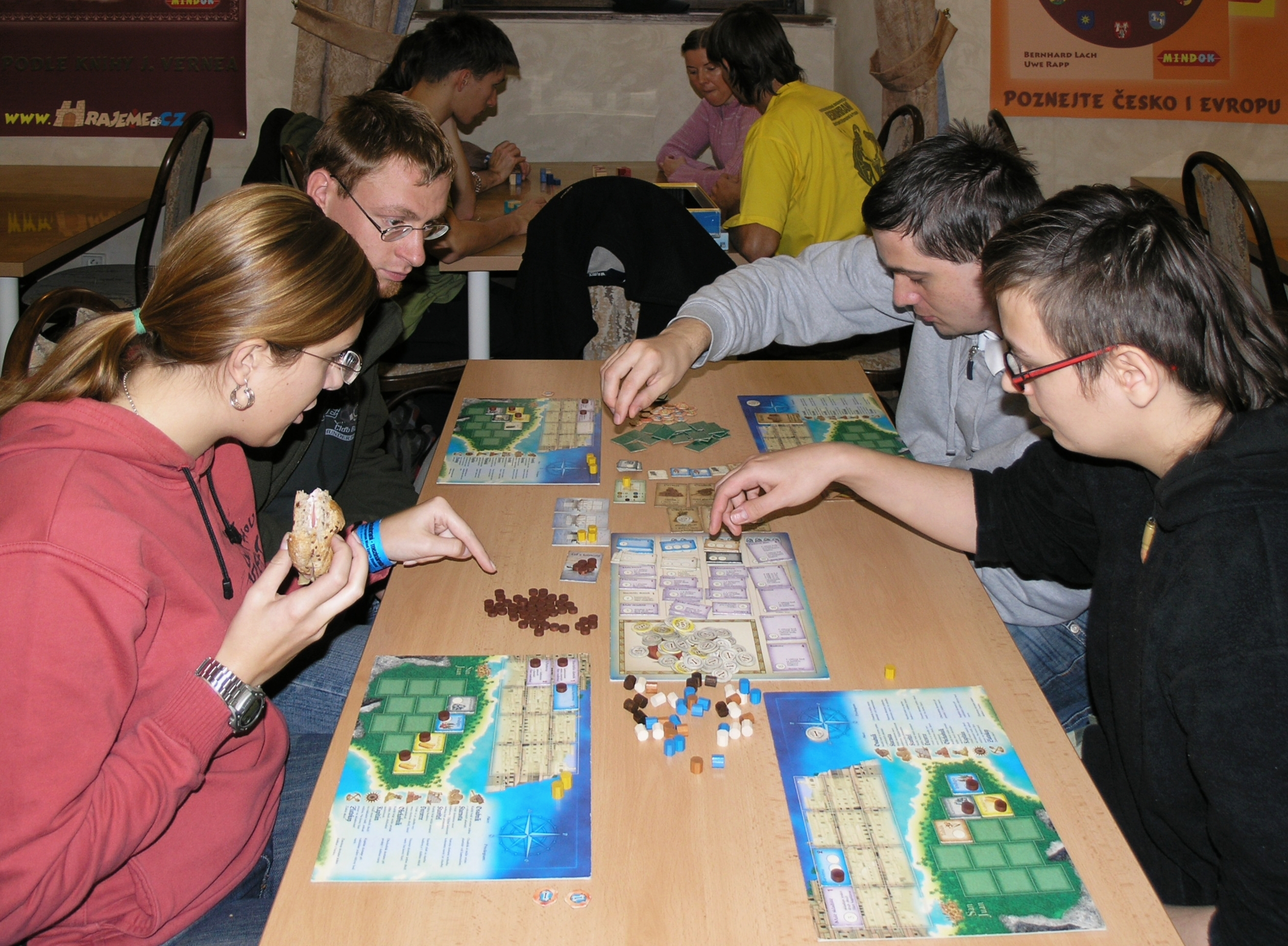
Puerto Rico

Puerto Rico is een bordspel ontworpen door Andreas Seyfarth en uitgebracht door Alea in 2002. Het spel speelt ten tijde van de opkomst van het Caraïbisch gebied en de spelers nemen rollen aan om het eiland Puerto Rico tot bloei te brengen. Het doel is overwinningspunten te verzamelen door goederen te verschepen naar de Oude wereld en door het neerzetten van gebouwen.
Puerto Rico wordt standaard gespeeld met drie tot vijf spelers en er is een variant die met twee personen gespeeld kan worden. Het spel duurt 1 à 2 uur, afhankelijk van het aantal spelers en de ervaring van de spelers. Het is een spel met een relatief kleine geluksfactor en het vergt vrij veel strategisch en tactisch inzicht. 
Er is een uitbreiding met nieuwe gebouwen die gebruikt kunnen worden in plaats van die in het oorspronkelijke spel. In 2004 heeft Andreas Seyfarth ook een op Puerto Rico gebaseerd kaartspel uitgebracht met de naam San Juan

## Het spel
Het spel bestaat uit een aantal verschillende in elkaar passende cycli. Beginnende spelers moeten daar even aan wennen.
Iedere speler speelt op een eigen bord met ruimte voor plantages en gebouwen. Het idee is dat spelers goederen produceren door een combinatie van plantages (bijvoorbeeld voor koffie) en gebouwen (bijvoorbeeld en koffiebranderij). Deze goederen kunnen gebruikt worden om geld of overwinningspunten te verzamelen. Het geld kan gebruikt worden om gebouwen te kopen die de speler in staat stellen meer goederen te produceren of andere privileges geven. Plantages en gebouwen werken niet tenzij er kolonisten op staan.
Gedurende het spel kiezen de spelers verschillende rollen: kapitein, burgemeester, bouwmeester, etc. Als een rol is gekozen voeren alle spelers de actie uit die bij die rol hoort, maar degene die de rol kiest krijgt een extra privilege. De beurten bestaan uit drie in elkaar passende cycli:
- de cyclus van de eerste keuze van een rol: de 'gouverneurcyclus';
- de cyclus van de keuze van een rol: de 'rollencyclus';
- de uitvoering van de actie bij de gekozen rol door iedere speler: de 'actiecyclus'.

Het spel eindigt als
1. de voorraad kolonisten uitgeput is,
2. de voorraad overwinningspunten uitgeput is,
3. een van de spelers zijn stad compleet gevuld heeft met gebouwen.

Door de verschillende manieren waarop het spel kan eindigen is ervoor gezorgd dat er geen winnende strategie is.
Winnaar is degene die aan het eind van het spel de meeste overwinningspunten heeft. Iedere speler houdt zijn overwinningspunten verborgen voor de tegenspelers. Pas op het eind van het spel wordt duidelijk hoeveel punten iedere speler heeft behaald. Resterende goederen of resterend geld zijn alleen van belang in het zeldzame geval dat meerdere spelers een gelijk aantal overwinningspunten heeft.

## Rollen
Iedere rollencyclus kiest elke speler en rol. Alle spelers voeren de actie uit die bij de gekozen rol hoort en de speler die de rol kiest krijgt zijn bonus/privilege. De rollen zijn:
- Kolonist - iedere speler kiest een plantage. Degene die de rol kiest heeft als privilege dat hij ook een steengroeve mag kiezen (die bij het neerzetten van gebouwen korting op de bouwkosten oplevert). De plantages waaruit de spelers kunnen kiezen is het enige kanselement in Puerto Rico.
- Bouwmeester - iedere speler mag een gebouw kopen. Degene die de rol kiest krijgt een munt korting op de bouwkosten. Er kan gekozen worden uit productiegebouwen (om goederen van de plantages te verwerken) of uit speciale gebouwen die privileges opleveren zodra er kolonisten op het gebouw staan. Gebouwen leveren ook overwinningspunten op.
- Burgemeester - de spelers verdelen de kolonisten die op het kolonistenschip staan en al op plantages en in gebouwen werkzame kolonisten kunnen herplaatst worden. Degene die de rol kiest krijgt een extra kolonist.
- Opzichter - de plantages en productiegebouwen die bemenst zijn produceren goederen (maïs, indigo, suiker, tabak en koffie). Degene die de rol kiest mag van een van zijn geproduceerde goederen één eenheid extra produceren.
- Handelaar - de spelers mogen, binnen zekere regels, goederen leveren aan het handelshuis en ontvangen daar geld voor. Degene die de rol kiest krijgt een munt extra.
- Kapitein - de spelers moeten goederen leveren aan de schepen en ontvangen daarvoor overwinningspunten. Degene die de rol kiest krijgt één overwinningspunt extra.
- Goudzoeker - de speler die deze rol kiest ontvangt een munt. Dit is de enige rol waarbij de andere spelers niets doen.

De rollen die aan het einde van de rollencyclus niet zijn gekozen, krijgen een munt. Als in de volgende rollencyclus een speler zo'n rol kiest, dan mag hij deze munt(en) houden. Op deze manier is gegarandeerd dat alle rollen uiteindelijk een keer worden gekozen.

## Strategie en tactiek
Puerto Rico kent een schat aan strategische mogelijkheden. Op de bordspellenwebsite BoardGameGeek zijn over Puerto Rico meer stukken over strategie geschreven dan over enig ander bordspel.
Een speler moet bij Puerto Rico een aantal zaken in balans houden.
- De eerste balans is die tussen geld en overwinningspunten. Goederen verschepen (Kapitein) levert overwinningspunten op, maar dan zijn de goederen niet meer beschikbaar om te verhandelen (Handelaar). Het geld is nodig om gebouwen te kunnen kopen die later overwinningspunten gaan opleveren. Het juiste moment om om te schakelen van de strategie 'geld verdienen' naar 'overwinningspunten verdienen' is moeilijk te bepalen.
- De tweede balans is tussen bouwen (Bouwmeester) en goederen verschepen (Kapitein). Beide leveren overwinningspunten op. Zowel de strategie 'zo veel mogelijk bouwen' als de strategie 'zo veel mogelijk verschepen' is slecht. Een goede balans is moeilijk te bepalen.
- Naast het volgen van de eigen strategie moet een speler ook de strategie van de tegenspelers dwarsbomen door een onbalans bij de tegenspelers te veroorzaken. De derde balans is die tussen 'eigenbelang' en 'dwarsbomen'.

Ook op tactisch gebied heeft Puerto Rico veel te bieden. Vooral door het al dan niet leveren aan het handelshuis kunnen tegenspelers in geldnood gebracht worden. Ook door het taktisch vullen van de schepen bij het verschepen van goederen kunnen tegenstanders zonder pakhuis met een overschot aan goederen blijven zitten die vervolgens 'bedorven in zee worden gegooid', dat wil zeggen, zonder geld of overwinningspunten op te leveren moeten worden ingeleverd.

## Uitbreiding
In januari 2004 heeft Alea een uitbreiding op Puerto Rico uitgegeven. Deze uitbreiding bestaat uit 14 nieuwe gebouwen die naast of in plaats van de originele gebouwen gebruikt kunnen worden.  
Aan een tweede uitbreiding wordt gewerkt, maar de datum waarop deze beschikbaar komt is onzeker. In een persbericht van de Amerikaanse distributeur (Rio Grande Games) van 25 april 2006 werd "oktober 2008" genoemd.

## Prijzen en waardering
Puerto Rico ontving een aantal voor bordspellen belangrijke prijzen:
- Deutscher Spiele Preis, 2002
- Essen Feather, 2002
- International Gamers Award (General strategy, Multiplayer Category), 2003
- Genomineerd voor Spiel des Jahres, 2002
- Sinds januari 2007 een 1e plaats op de Internet Top 100 Games List
- Sinds januari 2007 een 1e plaats op BoardGameGeek